# 山本由美子
山本 由美子（やまもと ゆみこ）は日本の作家。
立命館大学法学部卒業後、新聞記者を経てフリーライターに。禁煙・反煙問題に興味を抱き、運動に参加するようになった。講演活動も精力的にこなしている。反タバコ市民団体「たばこれす」に所属。

## 著書
- 悲しいねスモーカー（1989年）
- スモークハラスメント（1993年） ISBN 978-4-8830-6117-4
- 毎日がモク曜日 私の反タバコ日記（1998年） ISBN 978-4-9160-4327-6

## 受賞歴
- 第10回読売賞
- 第1回主婦の友ノンフィクション賞
- 日本図書館協会賞